# Camptotypus viridipennis
Camptotypus viridipennis är en stekelart som först beskrevs av Smith 1859.  Camptotypus viridipennis ingår i släktet Camptotypus och familjen brokparasitsteklar. Inga underarter finns listade.